# Schwarzenberg (Gemeinde Pfaffenschlag)
Schwarzenberg ist eine Ortschaft und eine Katastralgemeinde der Gemeinde Pfaffenschlag bei Waidhofen a.d.Thaya im Bezirk Waidhofen an der Thaya im niederösterreichischen Waldviertel mit 74 Einwohnern (Stand 1. Jänner 2024).

## Geografie
Durch die in einer Waldlichtung liegende Streusiedlung westlich von Pfaffenschlag verläuft die Europäische Hauptwasserscheide. Der angrenzende Winkelauer Teich befindet sich bereits in der Nachbargemeinde Heidenreichstein und gibt sein Wasser über andere Teiche in den Schwarzabach ab, während die östlichen Häuser von Schwarzenberg über Vorfluter wie den Winkelbach in die Thaya entwässern. Der Ort ist über die Landesstraße L8142 erreichbar. Zur Ortschaft zählt weiters die Rotte Drösiedl. Am 1. April 2020 umfasste die Ortschaft 34 Adressen.

## Geschichte
Im Jahr 1822 wurde der Ort als Amt mit 15 Häusern genannt, das nach Pfaffenschlag eingepfarrt war, wohin auch die Kinder eingeschult wurden. Die Herrschaft Heidenreichstein besaß die Ortsobrigkeit, übte die Landgerichtsbarkeit aus, besorgte die Konskription und hatte die Grundherrschaft inne. Letzter Inhaber der Herrschaft war der k. k. Kämmerer Anton Karl (bzw. Antal Karoly) Fürst Pálffy von Erdőd (1793–1879), bis diese infolge der Reformen 1848/1849 aufgelöst wurde.

## Siedlungsentwicklung
Zum Jahreswechsel 1979/1980 befanden sich in der Katastralgemeinde Schwarzenberg insgesamt 45 Bauflächen mit 13.862 m² und 26 Gärten auf 14.229 m², 1989/1990 gab es 44 Bauflächen. 1999/2000 war die Zahl der Bauflächen auf 93 angewachsen und 2009/2010 bestanden 55 Gebäude auf 93 Bauflächen.

## Bodennutzung
Die Katastralgemeinde ist landwirtschaftlich geprägt. 110 Hektar wurden zum Jahreswechsel 1979/1980 landwirtschaftlich genutzt und 28 Hektar waren forstwirtschaftlich geführte Waldflächen. 1999/2000 wurde auf 76 Hektar Landwirtschaft betrieben und 62 Hektar waren als forstwirtschaftlich genutzte Flächen ausgewiesen. Ende 2018 waren 69 Hektar als landwirtschaftliche Flächen genutzt und Forstwirtschaft wurde auf 61 Hektar betrieben. Die durchschnittliche Bodenklimazahl von Schwarzenberg beträgt 18,2 (Stand 2010).